# М’Бумба, Джон
Джон Микаель М’бумба (фр. John Mickael M'Bumba, род. 29 апреля 1983, Андерлехт, Бельгия) — французский боксёр-любитель, бельгийского происхождения. Участник Олимпийских игр 2008 годов, двукратный бронзовый призёр чемпионата мира (2007, 2009), чемпион Франции (2007, 2008), чемпион Европы среди юниоров (2006) в любителях.